# Buczyna w Długiej Goślinie
Buczyna w Długiej Goślinie este o arie protejată (sit de importanță comunitară — SCI) din Polonia întinsă pe o suprafață de 703,49 ha, integral pe uscat.

## Localizare
Centrul sitului Buczyna w Długiej Goślinie este situat la coordonatele 52°40′22″N 16°58′39″E / 52.6728°N 16.9776°E.

## Înființare
Situl Buczyna w Długiej Goślinie a fost declarat sit de importanță comunitară în octombrie 2009 pentru a proteja 2 specii de animale.

## Biodiversitate
Situată în ecoregiunea continentală, aria protejată conține 7 habitate naturale: Fânețe de joasă altitudine (Alopecurus pratensis, Sanguisorba officinalis), Păduri de fag Luzulo-Fagetum, Păduri de fag Asperulo-Fagetum, Păduri de stejar și carpen Galio-Carpinetum, Păduri acidofile de stejar bătrân cu Quercus robur pe câmpii nisipoase, Păduri aluvionare cu Alnus glutinosa și Fraxinus excelsior (Alno-Padion, Alnion incanae, Salicion albae), Păduri mixte riverane de Quercus robur, Ulmus laevis și Ulmus minor, Fraxinus excelsior sau Fraxinus angustifolia, de-a lungul marilor râuri (Ulmenion minoris).
La baza desemnării sitului se află mai multe specii protejate:
- amfibieni (1): buhai de baltă cu burta roșie (Bombina bombina)
- mamifere (1): castor (Castor fiber)